# 清朝軍制

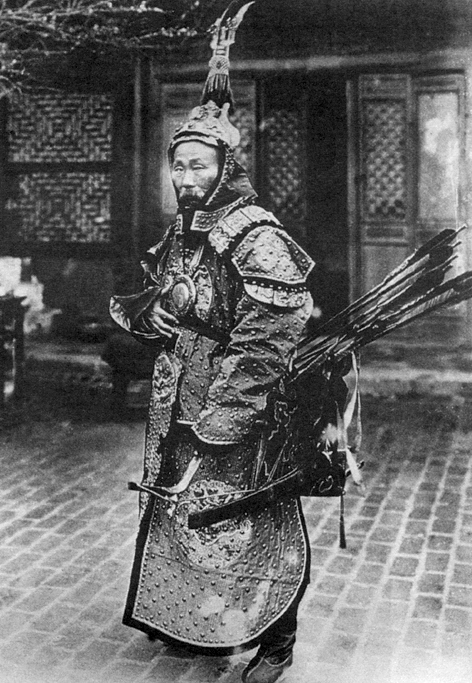
苏元春（1844年——1898年）清軍裝束，清末名将，广西提督。

清朝軍制是指清朝軍隊的編制，前後包括有：八旗、綠營、鄉勇、團練、新軍。其中，绿营、八旗除陆军外，领有水师。

## 八旗

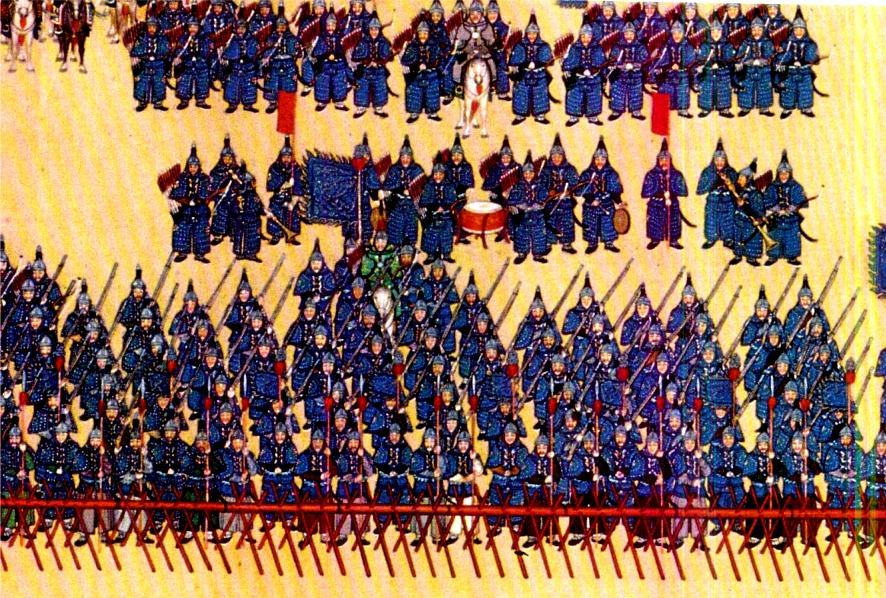
清朝正藍旗軍士

八旗制度本來是清朝進入中原前女真族的一種社會組織。滿洲人運用此制度建立了清朝的軍事組織。分滿洲八旗、漢軍八旗、蒙古八旗等。

鑲黄旗
正黄旗
正白旗
正紅旗
鑲白旗
鑲紅旗
正蓝旗
鑲蓝旗

## 綠營
由漢人編成的正規軍，主要負責守衛國土。這些軍隊使用綠色軍旗，故稱為綠營。

## 鄉勇
地方鄉兵制。

## 團練
起源於嘉慶時期，各地暴動盜匪不斷，合州知州龔景瀚上《堅壁清野並招撫議》，建議設置團練鄉勇，由地方士紳負責，地方自保。辦團經費自負，由練總練長訓練。著名的包括林則徐所訓練的鄉勇及水勇。曾國藩的湘軍與李鴻章的淮軍。

## 新軍
清末時，清政府命袁世凱編練的一支新式陸軍。新建陸軍又名北洋新軍，發展成北方的六支主力部隊（北洋六镇）。